# Sălcuța (okręg Dolj)
Sălcuța – wieś w Rumunii, w okręgu Dolj, w gminie Sălcuța. W 2011 roku liczyła 712 mieszkańców.